# Lena Söderqvist
Lena Margareta Söderqvist född Wahlqvist 21 augusti 1967 i Motala, är en svensk triathlet som tävlar för Motala Triathlon Club. Söderqvist har vunnit 10 SM-guld i triathlon.  

## Meriter
- 1:a på Ironman Lanzarote 2000 och 1999
- 2:a på VM 1998 och 2001 och 4:a 1999.
- 1:a NM 1999
- 9:a på Ironman VM, Hawaii 2000
- Svensk mästare sprintdistans; 1997, 1998, 1999, och 2001
- Svensk mästare olympisk distans; 1997, 1998, och 2002
- Svensk mästare medeldistans; 1995 och 1996
- Svensk mästare långdistans; 1998